# Nowe Sioło (gmina w województwie tarnopolskim)
Nowe Sioło – dawna gmina wiejska w powiecie zbaraskim województwa tarnopolskiego II Rzeczypospolitej. Siedzibą gminy było Nowe Sioło.
Gminę utworzono 1 sierpnia 1934 r. w ramach reformy na podstawie ustawy scaleniowej z dotychczasowych gmin wiejskich: Hniliczki, Huszczanka, Koziary, Lisieczyńce, Łozówka, Nowe Sioło, Obodówka, Suchowce, Szelpaki, Szyły i Terpiłówka.
Pod okupacją, w dystrykcie Galicja w powiecie tarnopolskim (Kreis Tarnopol). 
Po II wojnie światowej obszar gminy znalazł się w ZSRR.
Uwaga: Pod okupacją, w dystrykcie Galicja, istniała równocześnie gmina Nowe Sioło w powiecie stryjskim (Kreis Stryj).